# Дуэль (фильм, 2015)
«Дуэ́ль» (порт. O Duelo) — бразильский кинофильм 2015 года режиссёра Маркуса Жорже. Сюжет комической драмы основан на романе «Старые моряки» Жоржи Амаду. Премьера состоялась 19 марта 2015 года в Бразилии. В 2016 году Маркус Жорже получил один из Больших призов бразильского кинематографа за лучший режиссёрский сценарий по литературному произведению (Melhor Roteiro Adaptado). 29 декабря 2017 года состоялась премьера на телеэкранах Португалии. Фильм также известен под английским названием англ. The Duel: A Story Where Truth Is Mere Detail.

## Создание
В 1965 году, вскоре после публикации романа, киноконцерн Warner Brothers приобрёл право на его экранизацию. Согласно словам продюсера Валкирии Барбозы (Walkiria Barbosa), руководство ожидало благоприятного времени для осуществления постановки. Съёмки начались в 2009 году, работа была завершена в 2012 году. Но по некоторым причинам, в частности из-за трудоёмкого оформления спецэффектов, фильм вышел на экраны уже после смерти одного из главных актёров — Жозе Вилкера. Работа снята в эстетике «барокко-китч» (порт. barroco-kitsch).

## Сюжет
В отличие от романа, где повествование ведётся от лица рассказчика, в фильме события излагаются от лица двух главных персонажей: собственную версию рассказывает капитан дальнего плавания Васку, контрверсию — его соперник Шику Пашеку. Действие перенесено в конец 1950-х годов. Кинокартина (как и роман) начинается с прибытия в курортное местечко капитана Васку, кавалера ордена Христа, который мгновенно очаровывает местных жителей фантастической атмосферой своих похождений. Его истории находят отклик в душах жителей городка, жаждущих воплощения романтической мечтательности вопреки серым и унылым будням. Далее на сцену выходит Шику Пашеку, который понимает, что чудесные рассказы моряка снижают его незыблемый авторитет и привлекают больше внимания, чем его персона. Зависть к славе и репутации конкурента побуждает его перейти к решительным действиям, чтобы снять маску с самозванца.
Версия капитана Васку
«После длительных и чудесных путешествий по семи морям и океанам я прибыл в приморский городок Перипери, где живёт весьма гостеприимный народ. Вскоре все заинтересовались историями моих приключений по разным уголкам земного шара. Нашёлся, однако, некий злобный глупыш, который по каким-то причинам отнёсся ко мне с недоверием и стал ставить под сомнение все мои рассказы. Мне поведали, что он опасается, как бы его восторженные почитатели не перешли на мою сторону. Вы только посмотрите, говорят, что этот тип дошёл до такого отчаяния, что 
даже стал рыться в моём прошлом для опровержения всех моих историй. И действует он так, как будто ему удастся затмить славу старого морского волка».
Версия Шику Пашеку
«Некий человек, который вызывает большое подозрение представляясь капитаном Васку Москозу де Араган, переезжает в Перипери и начинает рассказывать кучу лживых историй. Но жители городка, сущие глупцы, начинают восхищаться им и верить всему, что бы ни сказал этот льстец.
Я же, как самый уважаемый житель побережья, не позволю какому-то приезжему чужаку обманывать обитателей Перипери, изучу прошлое так называемого капитана и докажу всем, что эти истории являются не чем иным, как выдумками моряка».

## В ролях
- Жоакин де Алмейда  — капитан Васку Москозу де Араган (Comandante Vasco Moscoso de Aragão)
- Жозе Вилкер  — Шику Пашеку (Chico Pacheco)
- Патрисия Пилар— Клотильда (Clotilde)[5]
- Клаудия Райя (Cláudia Raia) — Каро́л (Carol)
- Марсиу Гарсия — Жорж Надро (Georges Nadreau)
- Таина Мюллер (Tainá Müller) — Дороти (Dorothy)
- Жарбас Омен де Мелу (Jarbas Homem de Mello) — Педру Аленкар (Pedro Alencar)
- Сандру Роша (Sandro Rocha) — Жеир Матус (Geir Matos)
- Мунир Каннан (Munir Kannan) — Зекинья Курвелу (Zequinha Curvelo)
- Дуда Рибейру (Duda Ribeiro) — Эмилиу Фагундес (Emílio Fagundes)
- Зека Кнович (Zeca Cnovicz) — Адриану Мейра (Adriano Meira)
- Пьетру Мариу (Pietro Mário) — Жозе Паулу (José Paulo)
- Маурисиу Гонсалвес (Maurício Gonçalves) — Жерониму Пайва (Jerônimo Paiva)
- Андерсон Мюллер (Anderson Müller) — Др. Фирмину Мораес (Dr. Firmino Moraes)
- Милтон Гонсалвес — Губернатор[6]

## Награды и номинации
В 2016 году Маркус Жорже был удостоен одним из Больших призов бразильского кинематографа за лучшее режиссёрское воплощение литературного произведения.